# Alfi
Die alfi GmbH Isoliergefäße, Metall- und Haushaltswaren (Silbenwort von Aluminiumwarenfabrik Fischbach) ist ein deutsches Unternehmen mit Sitz in Wertheim im Main-Tauber-Kreis in Baden-Württemberg, das Isoliergefäße (unter anderem die bekannte alfi-Kanne) herstellt und vertreibt. Außerdem werden Trinkflaschen, Eisgefäße, Flaschenkühler und Geschenkartikel produziert.

## Geschichte
Das Unternehmen wurde 1914 von den Eheleuten Carl und Sophie Zitzmann als Aluminiumwarenfabrik Fischbach im thüringischen Fischbach/Rhön gegründet. Nachdem Fischbach am Ende des Zweiten Weltkrieges in die Sowjetische Besatzungszone gefallen war und sie dort enteignet waren, zogen sie 1949 ins südwestdeutsche Wertheim um.
Ihr zurückgelassener Betrieb in der Rhön wurde von den sowjetischen Besatzungsbehörden in einen Volkseigenen Betrieb umgewandelt und produzierte in der DDR unter den Namen VEB AlFi, dann VEB Aluminiumwarenfabrik Fischbach (AWF) im Kombinat Universalmetallwaren Aue und nach der Wiedervereinigung umgewandelt zur BAF Fischbacher Haushaltswaren GmbH weiter, nun als BAF – Industrie- und Oberflächentechnik GmbH (BAF steht für: Bratpfannen aus Fischbach).

Ihre Anlagen hingegen waren für die angeordneten Reparationen demontiert und zum Transport in die Sowjetunion am Bahnhof Kaltennordheim auf Waggons verladen. Um sie für einen Neustart in Wertheim zu retten, wurden diese Waggons von den Herren W. Zitzmann, K.-L. Ries und weiteren Eingeweihten in der Nacht vor der Abfahrt an eine zuvor organisierte Lok in Richtung Hersfeld/Fulda umgehängt. So richteten die Zitzmanns in Wertheim eine Fabrik ein, wo sie als alfi Zitzmann GmbH & Co Isoliergefäße und Metallwaren KG produzierten.

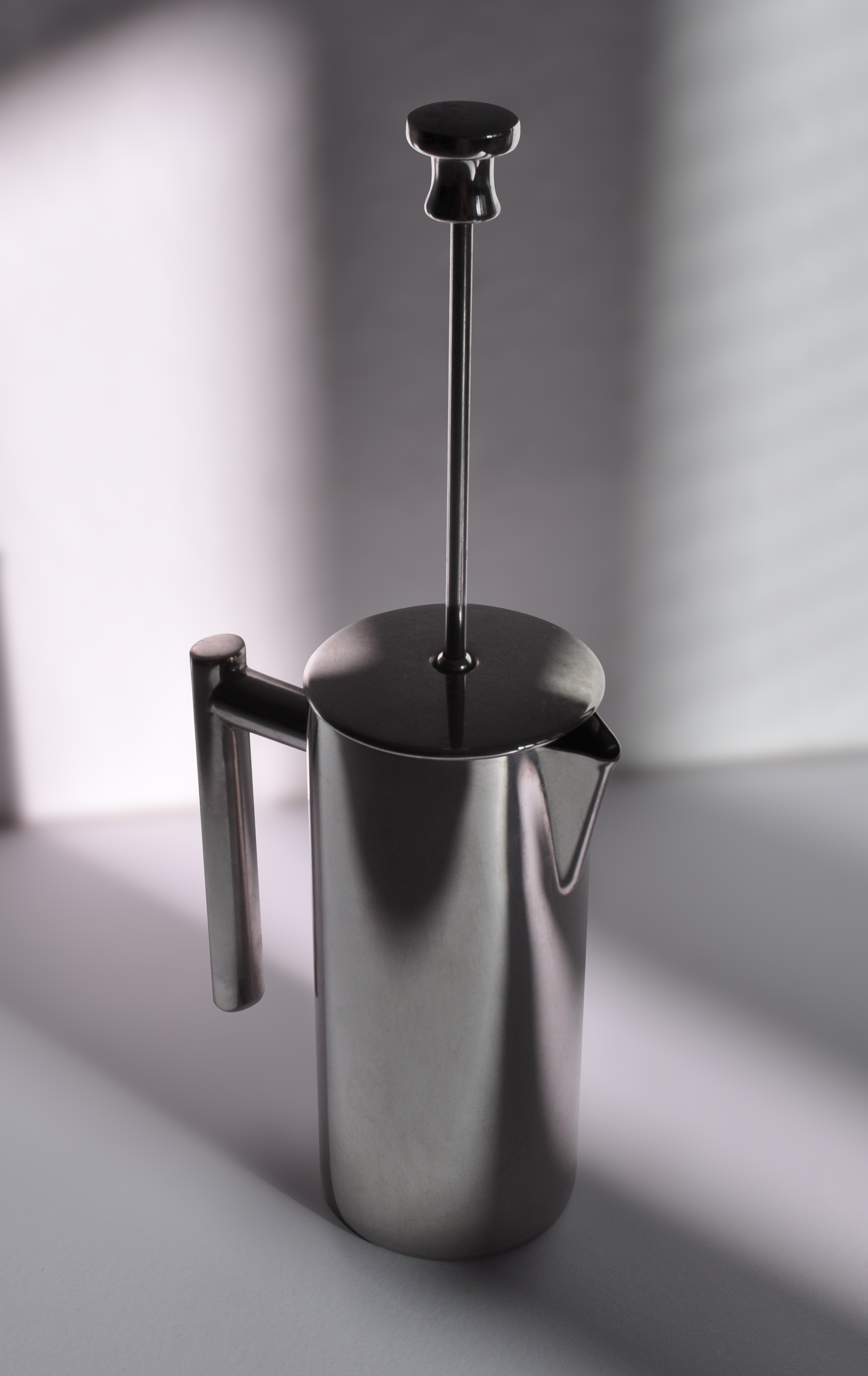
Eine Pressstempelkanne von Alfi.

1987 wurde die Anteile an alfi von der Württembergischen Metallwarenfabrik AG (WMF) übernommen. Diese löste die Kommanditgesellschaft auf und ihre bisherige Komplementärin, die alfi Zitzmann GmbH Isoliergefäße und Metallwaren diente unter WMF als Herstellerin. 2003 entfiel der Familienname und 2015 schied der letzte Geschäftsführer mit diesem Namen aus.
Im November 2014 verkaufte WMF ihre Tochtermarke alfi an den US-amerikanischen Isolierkannenhersteller Thermos. Die alfi GmbH gehört seither je zur Hälfte der japanischen Thermos KK und der King Warm Investments Ltd, Hongkong und vertreibt Isolierprodukte und viel Zubehör von der Marke alfi und auch THERMOS.
2020 eröffnete die alfi GmbH eine zweite Niederlassung in der Mainmetropole Frankfurt am Main und 2 Jahre später 2022 öffneten die Türen des alfi Museums in Fischbach - an dem Ort wo alles begann.

## Produkte

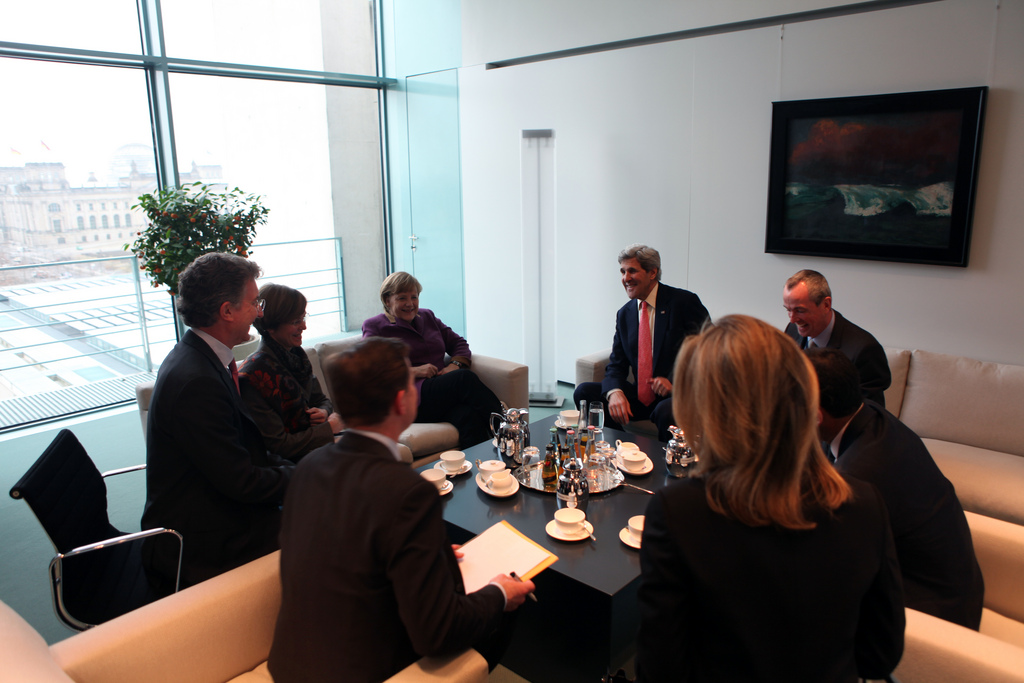
Alfi-Isolierkannen im Bundeskanzleramt (2013)

Die wohl bekannteste Isolierkanne Juwel wurde im Jahr 1918 für die luxuriösen Pullmanwagen der amerikanischen Eisenbahn entwickelt und ist heute besser bekannt als „Kanzlerkanne“. Seit 1998 steht sie bei jeder Verhandlung des Bundeskabinetts auf dem Kabinettstisch.
Die vom dänischen Designer Ole Palsby 1985 entworfene Kugelkanne legte den Grundstein für einen Deutschen-Design-Klassiker.
Viele Produkte der Marke alfi werden seit 2006 von den Designer Pearl Creative entworfen. Die deutsche Designerin Tine Latein hat die Karaffe flowmotion 2014 entworfen, die ein Jahr später mit dem German Design Award ausgezeichnet wurde.
Sonstige Produkte sind u. a. Flaschen- und Sektkühler, Kühltaschen, Isolier-Speisegefäße sowie Pumpkannen-Getränkespender.
In Wertheim wurden bis zur Werksaufgabe 2019 in Farbe und Form unterschiedliche Isolierkannen hergestellt.

## Auszeichnungen
- 2015 – German Design Award: Als Winner in der Kategorie Kitchen and Househould für die Karaffe flowMotion und der Special Mention in der Kategorie Lifestyle für die isoBottle wurden alfi vom Rat für Formgebung gleich zwei German Design Awards für ganz besondere Produkte ausgezeichnet.
- 2017 – German Design Award für isoBag[8]
- 2018 – German Design Awards für isoMug[9]
- 2020 – Red Dot Award für STUDIO[10]
- 2022 – Red Dot Award für STUDIO ALLURE[11]